# Fyn 2003. Del I, II, III & IIII
|  | Denne artikel er oprettet af botten PalnaBot ud fra en ekstern database. Den kan derfor have sproglige fejl eller mangler. Denne skabelon kan fjernes efter kontrol af indholdet. |

Fyn 2003. Del I, II, III & IIII er en eksperimentalfilm instrueret af Peter Holmgård, Tommi Grønlund, Jimi Tenor og Denise Ziegler efter manuskript af Peter Holmgård og Tommi Grønlund.

## Handling
Videostafetten FYN 2003. Videoen bliver længere efterhånden som der kobles nye led på. Del 1. BO OFF PISTE er tre minutters acceleration med og uden dynejakke. Del 2. TOMMI & JIMI'S VIDEO. Optaget en sen aften på Barcelonetta'en. Del 3. WANDERWEG. En søndag morgen spadseretur i landsbyen.